# قربان‌سلطان اجه

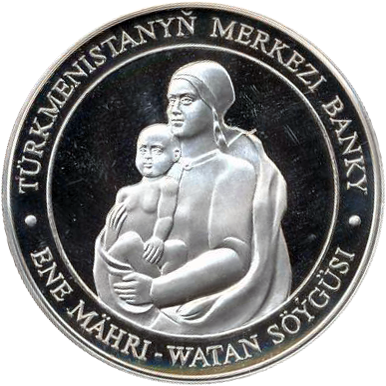
سکه‌ٔ ۵۰۰ مناتی ترکمنستان با طرحی از قربان‌سلطان اِجه

قربان‌سلطان اِجه (به معنی مادرقربان‌سلطان) (زاده ۱۹۱۳ در قپچاق، ترکمنستان - درگذشته در پنجم یا ششم اکتبر ۱۹۴۸ در عشق‌آباد) مادر صفرمراد نیازف، نخستین رئیس‌جمهور ترکمنستان پس از دوران شوروی، بود.
در ترکمنستان، نهادها و خیابان‌ها و مکان‌هایی گوناگونی توسط صفرمراد نیازف به نام مادر او نامیده شده‌است ازجمله شهرستان ییلانلی که شهرستان قربان‌سلطان اجه نامیده شد.
ترکمن‌ها، بنا به دستور نیازف از سال ۲۰۰۲ مجبور شدند روزها و ماه‌ها را با عنوان‌هایی مانند «ترکمن‌باشی» (لقب خود نیازف) و غیره بنامند. صفرمراد نیازف ماه آوریل را نیز به نام مادر خود «قربان سلطان اجه» نامید.
البته مردم این کشور مخالف این ابداعات بوده و در زندگی روزمره نام‌های قبلی را بکار برده‌اند. نام‌های جدید و ابداعی فقط در مراسلات دولتی و رسمی بکار گرفته می‌شود.
نیازف هم‌چنین به مادرش لقب «مادر عدالت» نیز داده و تندیسی از او ساخته است.
«روز جهانی زن در زمان حیات نیازف، رئیس جمهور سابق، به روز «قربان سلطان اجه»، روز تولد مادرش تغییر داده شد اما با روی کارآمدن رئیس‌جمهور جدید در سال ۲۰۰۷ دوباره ۸ مارس به عنوان روز جهانی زن رسمیت پیدا کرد.
آیین خاکسپاری نمادین پدر، مادر و دو برادر " صفر مراد نیازف " در سال ۱۹۴۸ با حضور وی، مسئولان، سفیران خارجی و جمعی از مردم این کشور در یک مزار خانوادگی در مسجد "روحی ترکمنباشی" روستای قبچاق، زادگاه نیازف برگزار شد. در این آیین تابوت‌های حامل باقی‌مانده اجساد"عطا مراد نیازاف (پدر)، قربان سلطان اجه (مادر) نیازمراد و دو برادر وی در حالی که با احترام نظامی بر روی دوش سربازان ترکمن حمل می‌شد پس ازانجام تشریفات مذهبی در مزاری در حیاط مسجد تازه تأسیس قبچاق به خاک سپرده شد. "عطا مراد نیازاف " پدر رئیس جمهوری ترکمنستان در جریان جنگ جهانی دوم و مادر و دو برادر وی در جریان زمین‌لرزه سال ۱۹۴۸ عشق‌آباد جان باختند.

## مدال قربان سلطان اجه
قربانقلی بردی‌محمداف، رئیس‌جمهور ترکمنستان که از سال ۲۰۰۷ به قدرت رسیده جایزه جدیدی با نام «روح زن» (به ترکمنی: زنان‌قلبی) تأسیس کرد و با امضای قانونی، جایزه مشابه موسوم به جایزه «قربان سلطان اجه» را که به افتخار مادر رئیس‌جمهور پیشین در سال ۱۹۹۶ تأسیس شده بود، لغو کرد.
این جایزه جدید به زنانی که سهم خاص خود را در تقویت استقلال و حاکمیت کشور و همچنین برای شایستگی ویژه‌ای در توسعه اقتصاد، علم و فرهنگ گذاشته‌اند، داده می‌شود. نمایندگان کشورهای دیگر این جایزه را برای توسعه روابط دوجانبه کشورهای خود با ترکمنستان دریافت خواهند کرد. همراه با مدال مذکور پاداش به میزان ده برابر میانگین دستمزد ماهیانه (متوسط حقوق ماهانه در ترکمنستان حدود ۳۰۰ دلار است) پرداخت خواهد شد، همچنین به دستمزد برنده جایزه ۳۰ درصد از متوسط درآمد پرداخت خواهد شد.